# 高国楹
高国楹，清朝人，是一名清朝政治人物。
高国楹曾于1731年接替左秉震任崇明县知县一职，1731年由萧澍接任。